# Kościół św. Szymona i św. Judy Tadeusza w Mokrej
Kościół św. Szymona i św. Judy Tadeusza – zabytkowy kościół katolicki znajdujący się w Mokrej w powiecie kłobuckim w województwie śląskim. Jest kościołem filialnym w parafii św. Szymona i św. Judy Tadeusza w dekanacie miedźnowskim w archidiecezji częstochowskiej. 
Świątynia znajduje się na Szlaku Architektury Drewnianej województwa śląskiego.

## Historia
Kaplica drewniana wybudowana została w 1708 roku z fundacji ks. Ksawerego Lisowieckiego w podziękowaniu za pomyślny wyrok wydany dla Konwentu Kanoników Regularnych w Kłobucku. W roku 1825 biskup Jan Koźmin ustanowił w kościele dwa odpusty: ku czci Trójcy Świętej oraz ku czci Świętych Szymona i Judy Tadeusza. Od tego czasu do połowy wieku XX, w kościele odbywały się dwie msze w ciągu roku. W 1836 roku wieś Mokra została przyłączona do parafii Miedźno. Od lat 50. XX wieku, w kościele odprawiano msze święte w każdą niedzielę. 18 marca 1981 roku erygowana została parafia w Mokrej, a dotychczasowa kaplica zaczyna pełnić funkcję kościoła parafialnego. W roku 2003 poświęcono nowy kościół parafialny we wsi Mokra, obecnie msze święte w kościele drewnianym odbywają się kilka razy w roku.
1 września 1939 roku w pobliżu kościoła Wołyńska Brygada Kawalerii starła się z niemiecką 4 Dywizją Pancerną (bitwa pod Mokrą). Po walce wokół kościoła pochowano niemieckich żołnierzy (przeniesieni później do innych grobów).

## Architektura i wyposażenie
Kościół jest orientowany. Drewniany, wybudowany w konstrukcji zrębowej, oszalowany deskami. Nawa kościoła wykonana jest na rzucie zbliżonym do kwadratu, prezbiterium węższe, zamknięte trójbocznie, przy nim od strony północnej znajduje się prostokątna zakrystia. Dach nad nawą 2-spadowy, nad prezbiterium wielospadowy, północna połać dachu przechodzi w dach nad zakrystią. W dachu znajduje się wieżyczka na sygnaturkę. Wyposażenie głównie z 2. połowy XIX wieku. W kościele zachowany ołtarz główny oraz ambona. Na belce tęczowej znajduje się Grupa Ukrzyżowania oraz napis "AD 1708".

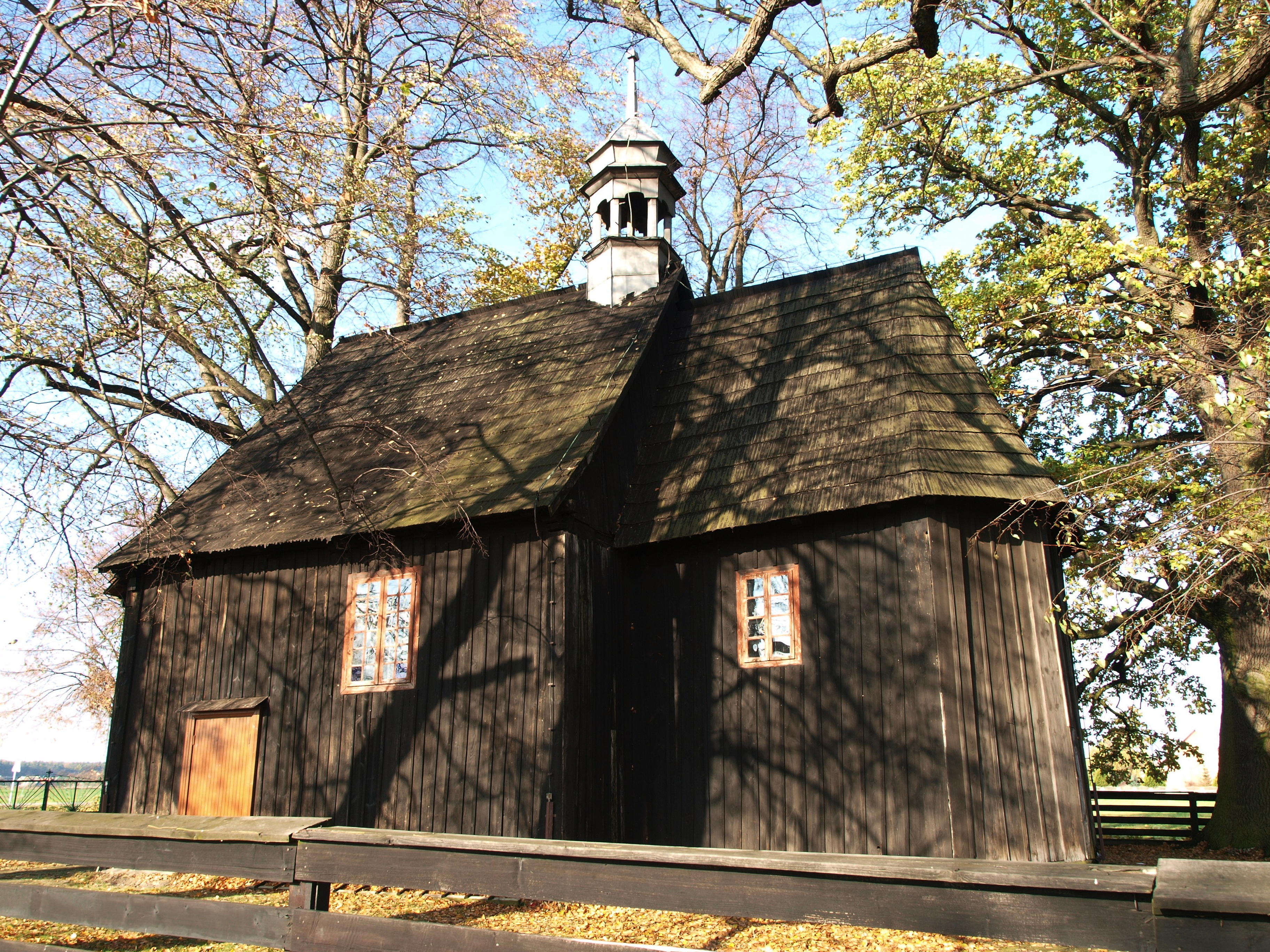
Mokra
- kościół pw. św. Szymona i Judy Tadeusza